# Río Gaira
El río Gaira es un río que atraviesa el municipio Santa Marta, Colombia. Nace en la Sierra Nevada de Santa Marta a 2150 m. s. n. m. Su curso sigue una dirección este-oeste y tiene una longitud de más de 32 kilómetros. Desemboca en el balneario de El Rodadero, en el mar Caribe.

## Curso
Nace a 2.150 m s. n. m., en la estrella hídrica de San Lorenzo, donde también nacen los ríos Piedras y Manzanares, que desemboca en la bahía de Santa Marta. Hay grandes diferencias entre las partes alta y baja de su cuenca, debido al cambio en los pisos térmicos. 
Su cuenca se encuentra en la vertiente noroccidental de la Sierra Nevada de Santa Marta. Limita al norte con la del río Manzanares, al sur con la del Toribio y al este con la del Guachaca. Junto con el Manzanares, alimenta el Acueducto de Santa Marta.  

En su parte baja atraviesa la Localidad III (Turística - Perla del Caribe) y desemboca en el sector de puerto Gaira, entre el balneario de El Rodadero y la zona de Playa Salguero.